# Gieorgij Radiecki
Gieorgij Iwanowicz Radiecki, ros. Георгий Иванович Радецкий (ur. 1922 w Rydze, zm. 1999 w Wilnie) – rosyjski duchowny prawosławny
Ukończył gimnazjum im. w Rydze. Po ataku wojsk niemieckich na ZSRR 22 czerwca 1941, pozostał w mieście. W ramach Pskowskiej Misji Prawosławnej służył jako organista i tłumacz we wsi Wielje, a ponadto w cerkwi Pokrowskiej w Opoczce, cerkwi Uspienskiej we wsi Swiatyje Gory, chramie Zmartwychwstania Pańskiego we wsi Woroniczi i cerkwi Nikolskiej we wsi Siniaja Nikoła. W 1944 ukończył pastersko-teologiczne kursy w okupowanym Wilnie, po czym został diakonem. Po odzyskaniu miasta przez Armię Czerwoną został aresztowany jesienią 1944. Po procesie skazano go w poł. stycznia 1945 na karę 15 lat łagrów. Odbywał ją w obozie w rejonie Omska. W 1956 w wyniku amnestii wyszedł na wolność. Wyświęcono go na jereja, po czym posługiwał w cerkwi Prieobrażenskiej we wsi Rudomina w rejonie Wilna. Pełnił też funkcję lekarza.